# 2003年8月逝世人物列表
2003年逝世人物列表：1月 - 2月 - 3月 - 4月 - 5月 - 6月 - 7月 - 8月 - 9月 - 10月 - 11月 - 12月
2003年8月逝世人物列表，是用于汇总2003年8月期间逝世人物的列表。

## 依日期排序

### 1日
- 湯姆·路易斯，78歲，美國政治家。
- 蓋伊·蒂斯（Guy Thys），80歲，比利時國家足球教練。[1]
- 41歲的法國女演員、演員尚-路易·特罕狄釀（Jean-Louis Trintignant）的女兒瑪麗·特林蒂尼昂（Marie Trintignant）被毆打。[2]
- 戈登·阿諾德·溫特（Gordon Arnaud Winter），90歲，加拿大紐芬蘭副總督。[3]

### 2日
- 肯·庫特，75歲，英國足球運動員。
- Don Estelle，70歲，英國演員。
- 弗拉基米尔·戈洛瓦诺夫，64歲，俄羅斯舉重運動員。[4]
- 查理斯·克魯伊什（Charles Kerruish），86歲，曼島政治家。
- Mike Levey，55歲，美國電視廣告主持人，癌症。
- Paulinho Nogueira，75歲，巴西吉他手、歌手和作曲家。[5]
- Mohamad Adnan Robert，85歲，馬來西亞政治家，沙巴州長。
- 威廉·威爾明克，66歲，荷蘭詩人和作家。[6]
- 萊斯利·伍茲（Lesley Woods），92歲，美國廣播、舞臺和電視女演員。[7]

### 3日
- 諾拉·以撒（Norah Isaac），88歲，威爾士作家、戲劇製作人和威爾士語教育活動家。
- 約瑟夫·賽杜·莫莫，66歲，塞拉利昂總統。[8]
- 彼得·薩法爾，79歲，奧地利出生的美國醫生，癌症。[9]
- Roger Voudouris，48歲，美國創作歌手和吉他手，肝病。[10]

### 4日
- Pål Arne Fagernes，29歲，挪威標槍運動員和奧運選手，交通事故。[11]
- 鄭夢憲，54歲，韓國商人，跳樓自殺。
- 弗雷德里克·查普曼·罗宾斯（Frederick Chapman Robbins），86歲，美國兒科醫生和病毒學家。[12]
- 愛麗絲·索尼耶-塞特（Alice Saunier-Seité），78歲，法國地理學家、歷史學家、學者和共和黨政治家。[13]
- 薩魯普·辛格（Sarup Singh），86歲，印度學者和政治家。
- 安東尼·蘇羅日（Anthony of Sourozh），89歲，俄羅斯僧侶、廣播員，俄罗斯正教会任命時間最長的聖主教。[14]
- Redd Stewart，80歲，美國鄉村音樂詞曲作者和唱片藝術家。[15]
- 詹姆斯·韋爾奇，62歲，美國黑腳族和 Gros Ventre 作家和詩人（血中的冬天、愚人烏鴉），肺癌。[16]

### 5日
- 蒂特·庫雷特·阿隆索，77歲，波多黎各音樂作曲家、評論家和記者，心臟病發作。
- 迪克·福茨，69歲，加拿大足球運動員。
- 莫裡斯·莫林（Maurice Mollin），79歲，比利時賽車手。[17]
- 曼努埃爾·莫爾·奧蒂（Manuel Mur Oti），94歲，西班牙編劇和電影導演。[18]
- 撒母耳·特德斯科（Samuel J. Tedesco），88歲，美國政治家，康涅狄格州副州長。
- 唐·特恩布尔，66歲，英國記者和遊戲雜誌編輯。
- 本傑明·沃恩（Benjamin Vaughan），85歲，威爾士聖公會牧師，斯旺西和佈雷肯主教。[19]

### 6日
- 朱利葉斯·貝克，87歲，美國長笛演奏家，紐約愛樂樂團首席長笛演奏家18年。[20]
- 羅賓·班納吉（Robin Banerjee），94歲，印度環保主義者和野生動物攝影師。[21]
- Louis Lasagna，80歲，美國醫生和醫學教授，淋巴瘤。[22]
- 羅伯托·馬里尼奧，98歲，巴西商人，肺癌。[23]
- 格羅弗·米切爾，73歲，美國爵士長號手，癌症。[24]
- Christine Noonan，58歲，英國女演員（If....），癌症。
- 威廉·施尼梅爾徹，88歲，德國新教神學家[25]
- 拉裡·泰勒（Larry Taylor），85歲，英國演員和特技演員。

### 7日
- Carlo Felice Bianchi Anderloni，87歲，義大利汽車設計師。
- 格裡戈里·邦達列夫斯基（Grigory Bondarevsky），83歲，俄羅斯教授、作家和歷史學家，被謀殺。[26]
- 查理斯·鐘斯，85歲，澳大利亞政治家。
- 羅克西·科利·萊伯恩（Roxie Collie Laybourne），92歲，美國鳥類學家。[27]
- 米奇·麥克德莫特，74歲，美國棒球運動員（波士頓紅襪、華盛頓參議員、堪薩斯城田徑隊），大腸癌。[28]
- F. T. Prince ，90歲，英國詩人和學者。[29]
- 皮埃爾·維拉爾，97歲，法國歷史學家，西班牙權威歷史學家。[30]
- Rajko Žižić，48歲，南斯拉夫籃球運動員（夏季奧運會獎牌：1976 年銀牌、1980 年金牌、1984 年銅牌），心臟病發作。[31]

### 8日
- 瑪莎·蔡斯（Martha Chase），75歲，美國遺傳學家，肺炎。[32]
- 羅伯特·多諾萬（Robert J. Donovan），90歲，美國記者、作家和總統歷史學家。[33]
- Lilli Gyldenkilde，67歲，丹麥政治家，癌症。
- Bhupen Khakhar，69歲，印度當代藝術家，癌症。[34]
- Frank Large，63歲，英國足球運動員。[35]
- 艾倫·麥克雷迪，86歲，紐西蘭政治家。
- Jack Noreiga，67歲，西印度板球運動員。[36]
- 倫頓·帕爾（Lenton Parr），78歲，澳大利亞雕塑家和教師。[37]
- 安東尼斯·薩馬拉基斯（Antonis Samarakis），83歲，戰後一代希臘作家，心臟病發作。[38]
- 埃德娜·斯金納（Edna Skinner），82歲，美國電影和電視女演員。[39]
- 法拉巴·伊薩·特拉奧雷（Falaba Issa Traoré），73歲，馬里作家、喜劇演員、劇作家、戲劇和電影導演。

### 9日
- 吉米·大衛斯（Jimmy Davis），21歲，英國足球運動員，交通事故。[40]
- 雅克·德雷（Jacques Deray），74歲，法國電影導演和編劇，癌症。[41]
- Ray Harford，58歲，英國足球經理，肺癌。[42]
- 格雷戈里·海因斯（Gregory Hines），57歲，美國舞蹈家、演員，肝癌患者。[43]
- 切斯特·盧金（Chester Ludgin），77歲，美國男中音，癌症。[44]
- 萊斯利·曼亞瑟拉（Lesley Manyathela），21歲，南非足球運動員，交通事故。
- Bill Perkins，79歲，美國酷爵士薩克斯管演奏家和長笛演奏家。[45]
- William “Billy” George Rogell，98歲，美國棒球運動員（波士頓紅襪、底特律老虎、芝加哥小熊）。[46]
- Bhabesh Chandra Sanyal，102歲，印度畫家、雕塑家和藝術教師。
- 特雷弗·史密斯，67歲，英國足球運動員，肺癌。[47]
- Herbie Steward，77歲，美國爵士薩克斯管演奏家。
- 埃斯蒙德·賴特，87歲，英國歷史學家、媒體名人和政治家（格拉斯哥波洛克國會議員）。[48]

### 10日
- Kimal Akishev，79歲，科學家、考古學家和歷史學家。[49]
- 康斯坦斯·查普曼，91歲，英國演員。[50]
- 卡米塔·希門尼斯，64歲，波多黎各歌手。
- 塞德里克·普萊斯（Cedric Price），68歲，英國建築師和作家。[51]

### 11日
- 罗歇·安托万，81歲，法國籃球運動員（1956年夏季奥林匹克运动会篮球比赛，1960年夏季奥林匹克运动会篮球比赛）。[52]
- Armand Borel，80歲，瑞士數學家。[53]
- 赫伯·布魯克斯（Herb Brooks），66歲，美國曲棍球運動員和教練（1980年奧運會金牌得主“冰上奇跡”曲棍球隊），交通事故。[54]
- Jean Courteaux，76歲，法國足球運動員。[55]
- Jean Dréjac，82歲，法國歌手和作曲家。
- 巴茲爾·凱利，73歲，巴哈馬奧運帆船運動員。[56]
- 戴安娜·莫斯利（Diana Mosley），93歲，英國社交名媛，米特福德姐妹之一，法西斯領袖奥斯瓦尔德·莫斯利（Oswald Mosley）的遺孀，中風。[57]
- 約翰·謝爾曼，72歲，英國藝術史學家。[58]
- 約瑟夫·文塔亞，73歲，法國拳擊手（1952年夏季奥林匹克运动会羽量級拳擊銅牌）。[59]
- 鄧尼斯·沃克（Dennis Walker），58歲，英國足球運動員。
- 西格蒙德·維德默（Sigmund Widmer），84歲，瑞士歷史學家、作家和政治家。

### 12日
- 克利斯蒂安·布蘇斯，95歲，法國網球運動員。[60]
- 威廉·道格拉斯爵士，81歲，巴巴多斯法學家，巴巴多斯首席大法官（1965-1986 年）。
- Håkon Kyllingmark，88歲，挪威軍官和商人。
- Walter J. Ong，90歲，美國耶穌會神父、英國文學教授、歷史學家和哲學家。[61]

### 13日
- 沃德·貝內特（Ward Bennett），85歲，美國設計師和藝術家。[62]
- 查理·德文斯，93歲，美國棒球運動員（紐約洋基隊）。[63]
- Lothar Emmerich，61歲，德國足球運動員，肺癌。[64]
- 邁克爾·麥克拉根，89歲，英國歷史學家。
- 埃德·湯森（Ed Townsend），74歲，美國詞曲作者和製作人，心臟病發作。[65]

### 14日
- 摩西·卡梅爾，92歲，以色列少將和政治家。
- 維克多·伊萬諾夫，72歲，俄羅斯賽艇運動員和奧運會銀牌得主。[66]
- 列夫·科貝爾（Lev Kerbel），85歲，蘇聯和俄羅斯社會主義現實主義作品雕塑家。
- 多納爾·拉蒙特（Donal Lamont），92歲，愛爾蘭-羅得西亞羅馬天主教主教，諾貝爾和平獎提名人。[67]
- 赫尔穆特·拉恩（Helmut Rahn），73歲，德國足球運動員。[68]
- 羅賓·湯普森，72歲，愛爾蘭橄欖球運動員。
- Kirk Varnedoe，57歲，美國藝術史學家，現代藝術博物館首席策展人，癌症患者。[69]

### 15日
- 珍妮·布蘭德斯-布里萊斯利珀（Janny Brandes-Brilleslijper），86歲，荷蘭護士，納粹抵抗者，也是最後一個見到安妮·弗蘭克的人。[70]
- Red Hardy，80歲，美國棒球運動員（紐約巨人隊）。[71]
- Nehemia Levtzion，67歲，以色列非洲歷史學者。[72]
- 恩里克·勞德（Enric Llaudet），86歲，西班牙商人和體育主管。
- 格哈德·莫茲（Gerhard Mauz），77歲，德國記者和司法程序記者。
- 埃裡克·尼森森（Eric Nisenson），57歲，美國作家和爵士樂歷史學家，腎衰竭與白血病有關。[73]

### 16日
- 伊迪·阿敏，78歲，烏干達軍官，烏干達總統（1971-1979年）。[74]
- Ali Bakar，55歲，馬來西亞足球運動員，心臟病發作。
- 南多爾·巴拉茲（Nandor Balazs），77歲，匈牙利裔美國物理學家。[75]
- 伯特·克蘭（Bert Crane），80歲，澳大利亞政治家。
- 曼努埃爾·佩薩尼亞（Manuel Peçanha），85歲，巴西足球運動員。
- Gösta Sundqvist，46歲，芬蘭音樂家和電臺名人，心臟病發作。
- 詹姆斯·懷特黑德，67歲，美國詩人和小說家（Joiner）。[76]

### 17日
- 本·貝利特，92歲，美國詩人和翻譯家。[77]
- Mazen Dana，43歲，巴勒斯坦記者，被美軍槍殺。[78]
- 哈羅爾多·德·坎波斯，73歲，巴西詩人、評論家、教授和翻譯家。[79]
- 康妮·道格拉斯·里夫斯（Connie Douglas Reeves），101歲，國家女牛仔博物館和名人堂成員，跌倒后出現併發症。

### 18日
- 唐·埃利亞森（Don Eliason），85歲，美國橄欖球運動員。[80]
- 阿尔瓦罗·加克西奥拉（Álvaro Gaxiola），66歲，墨西哥奧運跳水運動員。[81]
- 托尼·傑克遜（Tony Jackson），65歲，英國歌手和低音吉他手，酗酒，肝硬化。
- Jocelyne Jocya，61歲，法國歌手和詞曲作者，乳腺癌。[82]

### 19日
- Al Bansavage，65歲，美國職業橄欖球運動員（南加州大學、洛杉矶闪电、拉斯维加斯突袭者）。[83]
- 鄧尼斯·弗林，79歲，加拿大政治家，心臟病發作。
- 萊斯特·蒙代爾（Lester Mondale），99歲，美國一神論牧師和人道主義者。
- 約翰·芒羅，72歲，加拿大政治家（代表安大略省漢密爾頓東的加拿大國會議員）。[84]
- 卡洛斯·罗伯托·雷纳，77歲，宏都拉斯政治家、律師和外交官，總統（1994—1998年），槍殺自殺。
- 伊拉克巴格達運河酒店爆炸案中遇難的著名受害者：
  - 吉莉安·克拉克（Gillian Clark），47歲，基督教兒童基金會（Christian Children's Fund）的加拿大援助工作者
  - Reham Al-Farra，29歲，約旦外交官和記者。
  - 亞瑟·赫爾頓（Arthur Helton），54歲，美国外交关系协会（U.S. Council on Foreign Relations）和平與衝突研究主任。
  - 禮薩·海珊（Reza Hosseini），43歲，伊朗聯合國人道主義事務研究所（UNOHCI）人道主義事務官員
  - Jean-Sélim Kanaan，33歲，埃及、義大利和法國的聯合國外交官，Sérgio Vieira de Mello 的工作人員。
  - 塞尔吉奥·维埃拉·德梅洛（Sérgio Vieira de Mello），55歲，巴西聯合國外交官兼秘書長伊拉克特別代表。[85]
  - 菲奧娜·沃森（Fiona Watson），35歲，維艾拉·德梅洛（Vieira de Mello）的蘇格蘭工作人員，政治事務官員。
  - 納迪亞·尤尼斯（Nadia Younes），57歲，埃及聯合國助理，維艾拉·德梅洛（Vieira de Mello）的幕僚長。

### 20日
- 伊戈爾·法爾胡迪諾夫，53歲，俄羅斯政治家，薩哈林州州長（1995-2003）。
- 約翰·哈威（John Harvey），63歲，英國板球運動員。[86]
- 伊恩·麥克唐納（Ian MacDonald），54歲，英國音樂評論家，自殺。
- Hayriye Ayşe Nermin Neftçi，78/79歲，土耳其法學家和政治家。
- 約翰·奧格布（John Ogbu），64歲，奈及利亞裔美國人類學家和教授，手術后心臟病發作。[87]
- 安德魯·雷（Andrew Ray），64歲，英國演員，心臟病發作。[88]

### 21日
- 瓦西裡·鮑里索夫，80歲，蘇聯步槍射擊運動員和奧運冠軍。[89]
- 肯·科爾曼（Ken Coleman），78歲，美國廣播電視體育解說員。[90]
- 約翰·科普蘭斯，83歲，英國藝術家、藝術作家、策展人和博物館館長。[91]
- 伊斯梅爾·阿布·沙納布，52-53歲，巴勒斯坦政治領袖，哈馬斯的創始人和二把手，以色列直升機導彈襲擊。[92]
- 凱西·威爾克斯（Kathy Wilkes），57歲，東歐的英國哲學家和教育工作者。[93]
- Wesley Willis，40歲，美國創作歌手和視覺藝術家，白血病。[94]

### 22日
- Imperio Argentina，92歲，阿根廷女演員和歌手。[95]
- 科琳·布朗寧（Colleen Browning），85歲，美國畫家。[96]
- 阿諾德·格施維勒（Arnold Gerschwiler），89歲，瑞士花樣滑冰教練。
- Jindřich Polák，78歲，捷克電影和電視導演。[97]
- 托尼·陸克文（Tony Rudd），80歲，英國工程師，從事航空發動機設計和賽車運動。
- V. Somashekhar，66歲，印度電影導演、製片人和編劇，腎衰竭。
- 弗洛德·蒂爾曼（Floyd Tillman），88歲，美國鄉村音樂家和酒吧先驅。[98]

### 23日
- Hy Anzell，79歲，美國演員（恐怖小店、退房、傻瓜大闹香蕉城、安妮·霍尔）。[99]
- J. Bowyer Bell，71歲，美國歷史學家、藝術家和藝術評論家，以恐怖主義專家而聞名，腎衰竭。[100]
- 鮑比·邦茲，57歲，美國棒球運動員（舊金山巨人、洛杉磯天使），腦癌、肺癌。[101]
- 莫裡斯·佈雷特（Maurice Buret），94歲，法國馬術運動員（1948年夏季奥林匹克运动会馬術團體盛裝舞步金牌）。[102]
- Mal Colston，65歲，澳大利亞政治家，膽管癌。
- 傑克·戴爾（Jack Dyer），89歲，澳式橄欖球傳奇人物。[103]
- 約翰·喬根，68歲，美國戀童癖牧師，鈍器創傷。
- 馬裡昂·哈格羅夫，83歲，美國作家。[104]
- 小羅伯特 NC 尼克斯，75歲，美國法官，賓夕法尼亞州最高法院首席大法官（1984—1996年），阿爾茨海默病。[105]
- A. N. Murthy Rao，103歲，印度作家和活動家。
- 邁克爾·基亞納·瓦瑪律瓦，58歲，肯尼亚政治家，第八任肯尼亚副总统。[106]

### 24日
- 羅伯特·C·布魯斯（Robert C. Bruce），88歲，美國演員。
- 約翰·梅爾維爾·伯吉斯（John Melville Burgess），94歲，馬薩諸塞州聖公會教區美國主教，第一位領導美国圣公会的非裔美國人。[107]
- Phuntsho Choden，92歲，不丹王后。
- 佛蘭克林·格林，70歲，美國奧林匹克自由手槍射擊運動員。[108]
- Theodore Lettvin，76歲，美國音樂會鋼琴家和指揮家。[109]
- 約翰·雅各·羅茲，86歲，美國政治家（亞利桑那州第一屆國會眾議院少數黨領袖），癌症。[110]
- Amina Rizk，93歲，埃及女演員，心臟病發作。
- 威爾弗雷德·塞西格，93歲，英國探險家。[111]
- 澤娜·沃克，69歲，英國女演員（喬·艾格之死的一天、頂端男人、梳妝台）、托尼獎得主（1968 年）。[112]
- 肯特·沃爾頓（Kent Walton），86歲，英國體育評論員，以 1955 年至 1988 年在 ITV 的《體育世界》中發表摔跤評論而聞名。[113]

### 25日
- Tom Feelings，70歲，美國漫畫家、童書插畫家和作家。[114]
- Hjalmar Pettersson，96歲，瑞典自行車運動員（1928年夏季奧運會男子個人公路賽）。[115]
- 阿吉特·瓦查尼（Ajit Vachani），52歲，印度電影和電視演員。
- 韋德·范德普爾（Waid Vanderpoel），81歲，美國金融家和環保主義者。[116]

### 26日
- 韋恩·安德列，71歲，美國爵士長號手和會議音樂家（麗莎·明內利、布魯斯·斯普林斯汀、埃利斯·库珀）。[117]
- Tuanku Bahiyah，73歲，馬來西亞蘇丹和拉賈，癌症。
- 盧修斯·布克哈特（Lucius Burckhardt），78歲，瑞士社會學家和經濟學家。
- 威爾瑪·伯吉斯（Wilma Burgess），64歲，美國鄉村音樂歌手（《迷霧藍》（Misty Blue）、《寶貝》（Baby）、《別碰我》（Don't Touch Me）），心臟病發作。[118]
- 克萊夫·查理斯（Clive Charles），51歲，英國足球運動員、教練和電視播音員，前列腺癌患者。
- 漢斯·弗蘭克爾（Hans Fränkel），86歲，德裔美國漢學家。[119]
- 彼得·哈珀，81歲，英國賽車手。
- Bimal Kar，81歲，孟加拉作家和小說家。[120]
- Keith J. Laidler，87歲，英裔加拿大人物理化學家。[121]
- 哈桑·馬馬多夫，64歲，蘇聯/亞塞拜然電影演員。
- Jim Wacker，美國大學橄欖球教練（德克萨斯基督教大学、明尼苏达大学），癌症。[122]

### 27日
- 米克·康納利，87歲，紐西蘭政治家。
- 金克斯·法爾肯伯格，84歲，美國女演員和模特。[123]
- 皮埃爾·普哈德（Pierre Poujade），82歲，法國民粹主義政治家。[124]
- William J. Scherle，80歲，美國政治家。[125]
- 尼古拉·杜多罗夫，82歲，保加利亞歷史學家和政治家，代理總統（1990 年）。
- Charles Van Horne，82歲，加拿大政治家（代表新不倫瑞克省 Restigouche-Madawaska 的加拿大國會議員）。[126]

### 28日
- William Cochran，81歲，英國物理學家，肌萎縮側索硬化症。
- 蜜雪兒·康斯坦丁，79歲，法國電影演員，心臟病發作。[127]
- 彼得·哈克斯，75歲，德國劇作家和作家。[128]
- 弗朗索瓦·米索夫（FrançoisMissoffe），83歲，法國政治家和外交官。[129]
- 尤里·索爾斯基，74歲，蘇聯和俄羅斯作曲家，作家。
- 大卫·杜鲁门（David Truman），90歲，美國學者。[130]

### 29日
- 赫伯特·艾布拉姆斯（Herbert Abrams），82歲，美國肖像畫家（吉米·卡特（Jimmy Carter），喬治·H·W·布希（George H. W. Bush），威廉·威斯特摩蘭（William Westmoreland），亞瑟·米勒（Arthur Miller）。[131]
- 穆罕默德·巴基爾·哈基姆（Mohammad Baqir al-Hakim），63歲，伊拉克神職人員和政治家，爆炸案。
- Horace W. Babcock，90歲，美國天文學家，1964年至1978年擔任帕洛瑪天文臺台長。[132]
- 阿南特·巴拉尼（Anant Balani），41歲，印度電影導演和編劇，心臟病發作。[133]
- 阮春瑩，82歲，越南經濟學家和政治家。
- 派翠克·普羅克托（Patrick Procktor），67歲，英國畫家和版畫家。[134]
- 布魯諾·蘇特庫斯（Bruno Sutkus），79歲，二戰期間的立陶宛-德國狙擊手，擊斃209人。
- 乔治·汤姆斯（George Thoms），76歲，澳大利亞板球運動員。[135]
- 科拉多·烏爾西（Corrado Ursi），95歲，羅馬天主教會的義大利主教。[136]
- 弗拉基米爾·瓦希切克（Vladimír Vašíček），83歲，捷克畫家。[137]

### 30日
- Robert Abplanalp，81歲，美國發明家和實業家，理查·尼克鬆（Richard Nixon）的知己，肺癌。[138]
- 韋伯斯特·安德森，70歲，美國陸軍士兵，因在越南戰爭中的行動而獲得榮譽勳章。[139]
- 查尔斯·布朗森（Charles Bronson），81歲，美國演員（《壯麗七人組》，《大逃亡》，《死亡願望》），肺炎。[140]
- 唐納德·大衛森（Donald Davidson），86歲，美國哲學家。[141]
- 克勞德·帕索（Claude Passeau），94歲，美國棒球運動員（匹茲堡海盜隊、費城費城人隊、芝加哥小熊隊）。[142]

### 31日
- 皮埃爾·卡胡紮克（Pierre Cahuzac），76歲，法國足球運動員和經理。[143]
- 耶萊娜·德·貝爾德-科瓦契奇，78歲，斯洛維尼亞-比利時植物學家和園藝家。[144]
- 崔仁德，85歲，朝鮮軍官和政治家。
- 約翰·斯托爾斯（John Storrs），83歲，俄勒岡州的美國建築師。[145]
- 帕維爾·蒂格麗德（Pavel Tigrid），85歲，捷克作家，出版商，作家和政治家，自殺。[146]
- 鄭湧勳，24歲，韓國足球運動員，車禍。